# Río Ekwan
El río Ekwan (del inglés: Ekwan River) es un río de la vertiente ártica de Canadá que discurre por el distrito de Kenora en el noroeste de la provincia de Ontario. Viaja a unos 500 km desde su nacimiento en el lago Zumar en el escudo canadiense, a través de las Hudson Bay Lowlands, al noreste y luego al este, hasta su desembocadura en la bahía de James.

## Curso
La cuenca hidrográfica del río Ekwan se encuentra entre, y está rodeada por, cuencas vecinas más grandes, la del río Winisk, en el norte, y la del río Attawapiskat, en el sur. La fuente del río es el lago Zumar, a una altitud de 239 m, a tan sólo 8 km al noreste de parte de la salida del Canal Norte desde el lago Attawapiskat, el lago donde nace el río Attawapiskat.
Viaja al noreste sobre una serie de rápidos y cataratas, recibiendo algunos afluentes pequeños , hasta un punto de confluencia (53°10′43″N 86°13′30″O / 53.17861, -86.22500), a una altitud de 134 m, donde un afluente sin nombre, que comienza en un punto 52°55′58″N 86°14′06″O / 52.93278, -86.23500 a 2 km del río Attawapiskat, se le une desde la derecha.
El río continúa al noreste hasta recibir al río Washagami Norte por la margen izquierda, a una altitud de 81 mft⋅0 y luego llega al punto más septentrional de todo su curso (53°50′17″N 84°47′15″O / 53.83806, -84.78750), antes de girar hacia el sureste durante un tramo de unos 50 km. Luego, en unos 5 km, a una altitud de unos 70 m, recibe tres afluentes: el río Matateto y el río Crooked, desde la derecha; y el río Little Ekwan, desde la izquierda. El río Ekwan continúa en dirección este-sureste durante 160 km, pasando por los rápidos Flint (53°29′41″N 83°39′32″O / 53.49472, -83.65889), a una altitud de 63 m, antes de llegar a su desembocadura en el estrecho Akimiski de la bahía de James, al otro lado de la punta oeste de la isla Akimiski, a unos 25 km al norte de la desembocadura del río Attawapiskat.
La descarga, medida durante 28 años hasta 1995 en una estación por debajo del punto de la confluencia del río Washagami Norte (53°48′N 84°55′O / 53.80, -84.92) mostró una alta descarga media mensual de 328 321 m³/s en mayo y un mínimo de 6179 m³/s en marzo.

## Economía
La minería ha tenido lugar en el curso superior del río.

## Tributarios
- río Little Ekwan (izquierda)
- río Crooked (derecha)
- río Matateto (derecha)
- río North Washagami (izquierda)